# Polly Samson
Polly Samson (* 29. dubna 1962 Londýn) je britská novinářka a spisovatelka, manželka rockového kytaristy Davida Gilmoura. Samsonová je dcerou novináře Lance Samsona a spisovatelky Esther Cheo Ying čínského původu. Se spisovatelem Heathcotem Williamsem má syna Charlieho. V roce 1994 se provdala za Davida Gilmoura, kytaristu a zpěváka skupiny Pink Floyd, se kterým má dva syny (Joe, Gabriel) a dceru (Romany). Žije v Západním Sussexu.
Na albu Pink Floyd The Division Bell z roku 1994 je uvedena jako spoluautorka sedmi skladeb, podílela se především texty. Jako textařka spolupracovala se svým manželem rovněž na jeho třetím sólovém albu On an Island (2006), přičemž na některých skladbách i hrála na piano a nazpívala vokály. Otextovala píseň „Louder Than Words“ z alba Pink Floyd The Endless River (2014). Je také autorkou textů k pěti písním na Gilmourově albu Rattle That Lock (2015).
Samsonová vydala sbírky povídek Lying in Bed (1999) a Perfect Lives (2010) a romány Out of the Picture (2000), The Kindness (2015) a A Theatre for Dreamers (2020). Kratšími povídkami a příběhy přispěla do více knih.